# 泰坦狮海象属
泰坦狮海象属（学名：Titanotaria）是海象科下的一个属。

## 下属物种
本属包括以下物种：
- 奥兰治泰坦狮海象 Titanotaria orangensis Magallanes, Parham, Santos & Velez-Juarbe, 2018